# Andrzej Zielonacki
Andrzej Zielonacki (ur. 16 lutego 1954 w Osiecznej) – polski prawnik i filolog fiński, adwokat,
radca prawny, doktor nauk prawnych, od 2017 sędzia Trybunału Konstytucyjnego.

## Życiorys
W 1972 zdał maturę w II Liceum Ogólnokształcącym w Poznaniu. W 1976 ukończył z wyróżnieniem studia na kierunku prawo na Uniwersytecie im. Adama Mickiewicza w Poznaniu, a w 1982 – na kierunku filologia fińska na tejże uczelni. W 1981 uzyskał stopień doktorski na podstawie rozprawy pt. Zawarcie małżeństwa napisanej pod kierunkiem Zbigniewa Radwańskiego.
Od 1976 pracował w Instytucie Nauk Prawnych PAN na stanowisku asystenta, a w latach 1981–1994 adiunkta. Jego dorobek naukowy obejmuje m.in.: pracę doktorską wydaną w formie monografii, artykuły, glosy. Jest też współautorem komentarza do kodeksu rodzinnego i opiekuńczego.
W latach 1981–1983 był aplikantem sądowym w Sądzie Wojewódzkim w Poznaniu. W 1983 zdał egzamin radcowski i do 1991 wykonywał zawód radcy prawnego. W 1989 został wpisany na listę Wielkopolskiej Izby Adwokackiej w Poznaniu, a od 1992 prowadził kancelarię adwokacką.
W latach 2001–2013 przez cztery kadencje był członkiem Okręgowej Rady Adwokackiej w Poznaniu, a na Krajowym Zjeździe Adwokatury w listopadzie 2016 został wybrany na członka Wyższego Sądu Dyscyplinarnego. Przez wiele lat był wykładowcą w ramach szkoleń aplikantów przy ORA w Poznaniu, a także patronem szeregu aplikantów.
Od 2009 jako adiunkt prowadził wykłady i seminaria oraz był promotorem i recenzentem prac magisterskich na Wydziale Prawa i Komunikacji Społecznej Wyższej Szkoły Umiejętności Społecznych w Poznaniu.
W 2010 był członkiem Społecznego Komitetu Poparcia Jarosława Kaczyńskiego. Działał w Akademickim Klubie Obywatelskim im. Lecha Kaczyńskiego i był sygnatariuszem wielu jego oświadczeń, w tym oświadczenia głoszącego, że homoseksualizm jest "anomalią". Opowiedział się też przeciwko regulowaniu heteroseksualnych związków faktycznych i związków homoseksualnych.
W 2017 Prawo i Sprawiedliwość wysunęło jego kandydaturę na sędziego Trybunału Konstytucyjnego. 8 czerwca 2017 Sejm wybrał go na to stanowisko. 28 czerwca 2017 prezydent Andrzej Duda odebrał od niego ślubowanie.

## Kontrowersje
W Okręgowej Radzie Adwokackiej w Poznaniu od lutego 2017 toczyło się postępowanie dyscyplinarne przeciwko Zielonackiemu; w skardze była klientka zarzuciła adwokatowi, że wprowadził ją w błąd co do złożenia w jej sprawie pozwu do sądu i nie zwrócił akt. W czerwcu 2017 do poznańskiej ORA na Zielonackiego wpłynęła druga skarga. 21 czerwca 2017 został na swój wniosek skreślony z listy poznańskiego samorządu adwokackiego w związku z uzyskaniem nominacji na sędziego TK.
W lipcu 2017 Dziennik Gazeta Prawna podał, że jako sędzia TK Andrzej Zielonacki figurował w KRS jako członek zarządu spółki z ograniczoną odpowiedzialnością, co było niezgodne z art. 11 ustawy z dnia 30 listopada 2016 r. o statusie sędziów Trybunału Konstytucyjnego.